# آلتون أكين
آلتون أكين (بالتركية: Altınekin)‏ هي بلدة ومُديريَّة تقع في ولاية قونية بتركيا. تصل مساحتها إلى 1448.6 كم²، وترتفع عن سطح البحر حوالي 1037 م.